# Mario Artist
Mario Artist es un conjunto interoperable de tres juegos y una aplicación de Internet para Nintendo 64: Paint Studio, Talent Studio, Polygon Studio y Communication Kit. Estos discos para el periférico 64DD se desarrollaron para convertir la videoconsola en una estación de trabajo multimedia para Internet. A partir de diciembre de 1999 se puso a la venta en Japón un paquete con la unidad 64DD, discos de software, accesorios de hardware y el paquete de suscripción al servicio en línea Randnet. 
El desarrollo fue administrado por Nintendo Entertainment Analysis and Development, en conjunto con otras dos compañías de desarrollo: Polygon Studio fue desarrollado por el desarrollador profesional de software de gráficos 3D, Nichimen Graphics; y Paint Studio fue desarrollado por Software Creations.
Titulado Mario Paint 64 en desarrollo, Paint Studio fue concebido como la secuela de Mario Paint (1992) para el Super Nintendo Entertainment System.

## Juegos

### Paint Studio

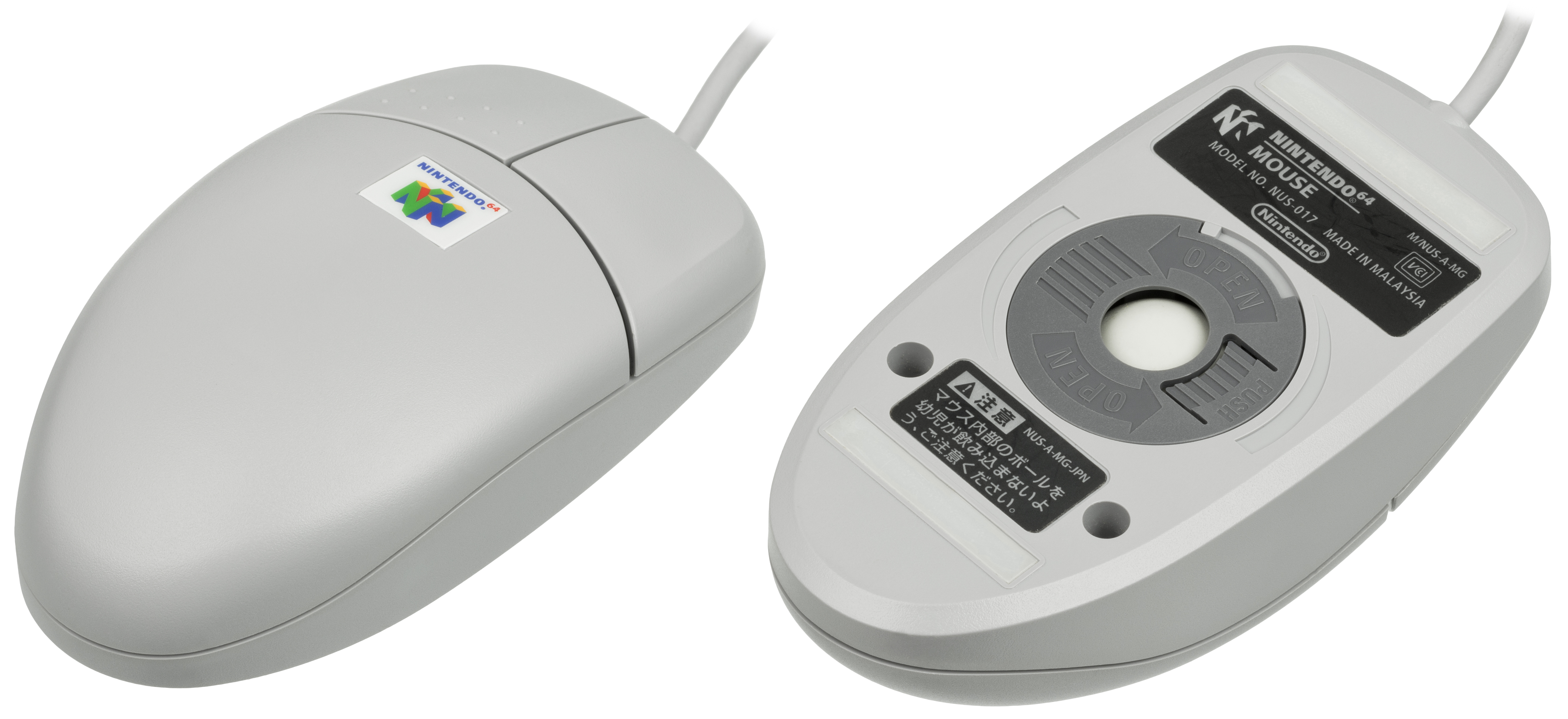
El paquete de Paint Studio incluye el mouse de Nintendo 64.

Mario Artist: Paint Studio, lanzado el 11 de diciembre de 1999, es un programa de dibujo con temática de Mario. El usuario tiene una variedad de tamaños de pincel, texturas y sellos con los cuales pintar, dibujar, rociar, bocetar y animar. Los gráficos originales de Nintendo incluyen los personajes de Rare Nintendo 64 y los 151 Pokémon de la era Red y Blue. Anteriormente titulado Mario Paint 64 durante su desarrollo, Paint Studio ha sido descrito como el "seguimiento directo" y "sucesor espiritual" de Mario Paint, y como símil del Adobe Photoshop para niños.
Titulado durante el desarrollo como Creator, luego Mario Paint 64, entonces Picture Maker, y entonces Mario Artist & Camera, el software fue encargado por Nintendo al estudio de juegos del Reino Unido Software Creations. A partir del 1 de junio de 1995, la ambición original de Creator fue diseñar lo que el estudio describió como "una secuela de Mario Paint en 3D para el N64", incluida la funcionalidad de audio que luego se dividió en Sound Studio (también conocido como Sound Maker) y luego cancelado. El desarrollador describió los objetivos del proyecto como generando confusión política entre las sedes de Nintendo en los Estados Unidos y Japón, lo que derivó en la eliminación y reorientación de muchas funcionalidades a lo largo del tiempo.
Al final, incluido con el mouse de Nintendo 64, es uno de los dos títulos de lanzamiento de 64DD del 11 de diciembre de 1999. Utilizando el cartucho Nintendo 64 Capture Cassette, el usuario puede importar imágenes y películas desde cualquier fuente de video NTSC, como una cinta de video o una cámara de video. La versión japonesa de la Game Boy Camera puede utilizarse a través del Transfer Pak. El estudio cuenta con un modo de dibujo único para cuatro jugadores. Los minijuegos incluyen un juego de golpe fuerte que recuerda a Mario Paint, y un juego que recuerda a Pokémon Snap.

### Talent Studio
Mario Artist: Talent Studio, lanzado el 23 de febrero de 2000, está incluido con el Nintendo 64 Capture Cartridge. Durante el desarrollo, se tituló Talent Maker. y fue descrito por el diseñador Shigeru Miyamoto como "un Mario Paint recién nacido" en una breve demostración en la Conferencia de Desarrolladores de Juegos en marzo de 1999 como su ejemplo de un nuevo concepto de juego.
El juego presenta el diseño del personaje del jugador como un talento de escenario de televisión hecho a sí mismo o una celebridad. Es un simple estudio de producción de animación que le permite al usuario insertar imágenes capturadas, como rostros humanos, en modelos 3D que se hicieron con Polygon Studio, vestir a los modelos de una variedad de cientos de prendas y accesorios, y luego animar a los modelos con sonido, música y efectos especiales. El reproductor puede conectar una fuente de video analógica, como una videograbadora o videocámara al cartucho de captura y grabar películas en la Nintendo 64. Una fotografía de la cara de una persona desde una fuente de video a través del casete de captura o desde la Game Boy Camera a través del Transfer Pak, pueden asignarse a los personajes creados en Polygon Studio y colocados en películas creadas con Talent Studio.
IGN lo considera una aplicación más que necesaria, diciendo que su interfaz gráfica es "tan fácil de usar que cualquiera puede entenderla en unos minutos", lo que permite al usuario crear "desfiles de moda, demostraciones de karate, personajes que esperan fuera de un baño, y más" que muestran la propia cara del usuario. El concepto de una aplicación creadora de avatar personal, como se ve en los Mii de hoy, se ve en Talent Studio. Esos avatares se pueden importar al juego SimCity 64. El diseñador de Nintendo Yamashita Takayuki atribuye su trabajo enTalent Studio como servir de inspiración a los Mii.: 2 
Según Shigeru Miyamoto, el descendiente directo de Talent Studio es un prototipo de GameCube llamado Stage Debut, que utiliza la cámara Game Boy Advance para mapear autorretratos de jugadores en sus modelos de personajes. Se demostró con modelos de Miyamoto y el eventual presidente de Nintendo, Satoru Iwata. Con el título sin haber sido lanzado, sus características de diseño de personajes se reutilizaron en otros juegos como Wii Tennis.

### Communication Kit
Mario Artist: Communication Kit, publicado el 29 de junio de 2000, permitió a los usuarios conectarse al "Net Studio" de Randnet, ahora desaparecido. Allí, fue posible compartir creaciones hechas con Paint Studio, Talent Studio o Polygon Studio, con otros miembros de Randnet. Otras características incluyen concursos y servicios de impresión disponibles por correo en línea para hacer papercraft 3D y tarjetas postales personalizadas. El servicio de red Randnet se lanzó y se suspendió junto con el 64DD, que se extiende desde diciembre de 1999 hasta el 28 de febrero de 2001.[cita requerida]
El disco tiene contenido que puede ser desbloqueado y utilizado en Paint Studio.

### Polygon Studio
Mario Artist: Polygon Studio, lanzado el 29 de agosto de 2000, es un editor de gráficos de computadora en 3D que permite al usuario diseñar y renderizar imágenes de polígonos en 3D con un simple nivel de detalle. Originalmente se anunció como Polygon Maker en Nintendo Space World '96 y renombrado a Polygon Studio en Space World '99. El juego estaba programado para ser el título final en la entrega de 64DD del pedido inicial por correo del Starter Kit, pero no llegó a tiempo. llevando a IGN a asumir que fue cancelado hasta que fue lanzado más tarde. El Expansion Pak y el mouse de Nintendo 64 eran periféricos soportados. 
La idea de los minijuegos se popularizó en general durante la quinta generación de consolas de videojuegos de Nintendo 64, y algunos de los primeros minijuegos aparecen en Polygon Studio en el estilo que luego se usaría en la serie de juegos WarioWare. Ciertos minijuegos se originaron en Polygon Studio, como lo explica Goro Abe, del llamado Equipo de Estrellas Wario Ware de Nintendo R&D1:

In Polygon Studio you could create 3D models and animate them in the game, but there was also a side game included inside. In this game you would have to play short games that came one after another. This is where the idea for Wario Ware came from
En Polygon Studio podías crear modelos 3D y animarlos en el juego, pero también había un juego paralelo incluido en el interior. En este juego tendrías que jugar partidas cortas que se sucedían una tras otra. De aquí surgió la idea de Wario Ware.
El modelo en papel se implementó a modo de modelar los personajes en Polygon Studio y luego utilizar el Communication Kit para cargar los datos al servicio de impresión en línea de Randnet. Luego, el usuario corta, pliega y pega el papel de color resultante en una figura 3D completamente calculada.

### Sin lanzar
- Mario Artist: Game Maker[22][23]
- Mario Artist: Graphical Message Maker
- Mario Artist: Sound Maker[24]
- Mario Artist: Video Jockey Maker

## Recepción

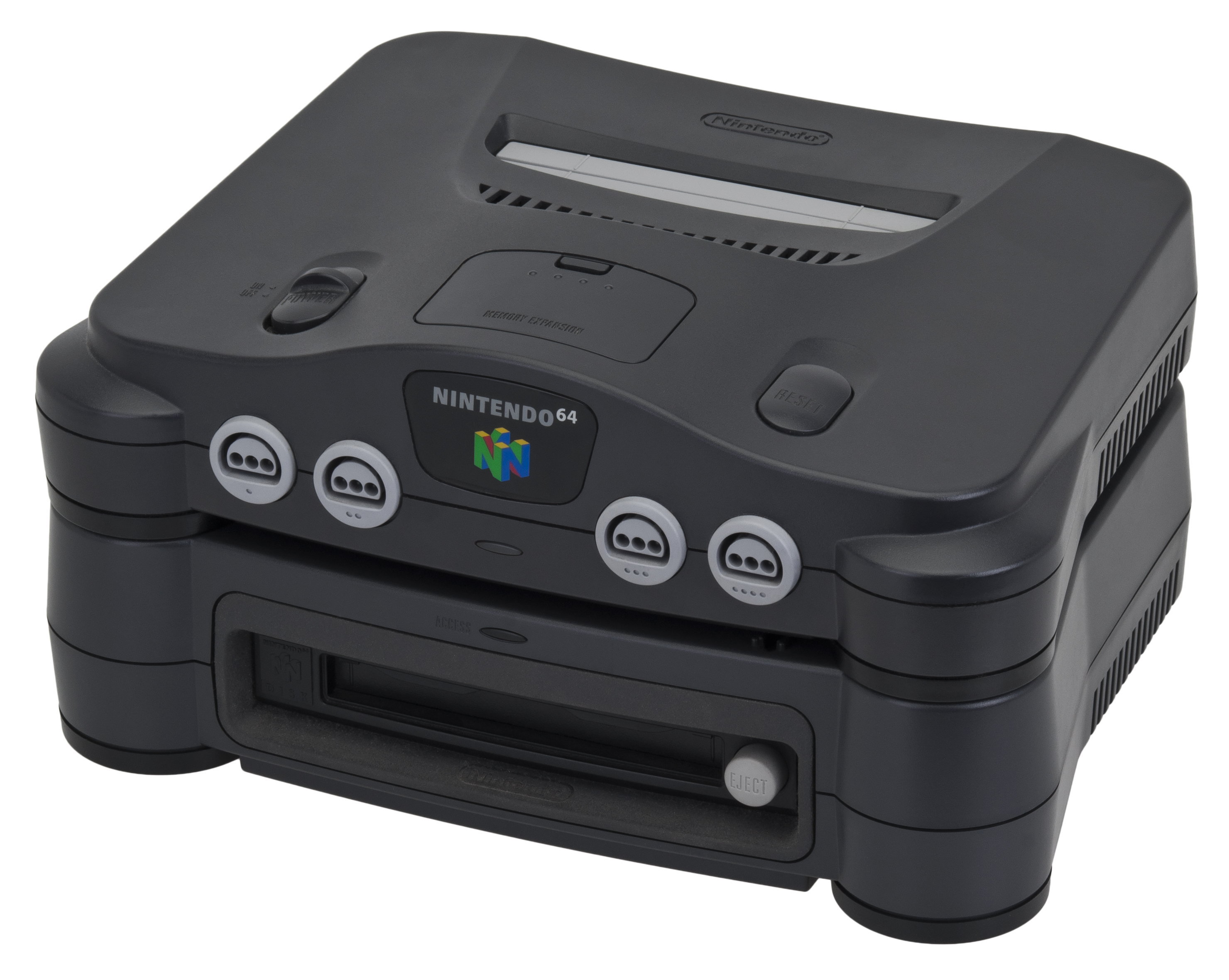
El Nintendo 64 con el 64DD unido.

Nintendo World Report describió la serie Mario Artist como un "sucesor espiritual de Mario Paint". IGN describe colectivamente la suite Mario Artist como un software de desarrollo de gráficos analógico a profesional de primera calidad. Afirman que la combinación de la capacidad de escritura masiva del 64DD y los gráficos 3D de la Nintendo 64 permiten a Nintendo "dejar atrás los sistemas de CD", al ofrecer "algo que no se puede hacer en ninguna otra consola de juegos en el mercado" a las personas que quieren para desatar sus talentos creativos y quizás aprender un poco sobre el diseño gráfico ". El diseñador de Paint Studio, Software Creations, estima que aproximadamente 7,500 copias de ese juego pueden haber sido vendidas.
Clasificándolo en 8.2 ("Genial") de 10, IGN se refirió a Talent Studio como la "aplicación estrella" de 64DD con una interfaz gráfica que es "tan fácil de usar que cualquiera puede resolverlo después de unos minutos", y con "animación capturada por movimiento impresionante".
IGN clasificó a Paint Studio en 7.0 ("Bueno") de 10. Peer Schneider lo describió como una herramienta de creación de contenido 2D y 3D potente, asequible y fácil de usar, no equiparada por otras consolas de videojuegos, aunque es mínimamente comparable a las aplicaciones de una computadora personal. Él lo compara con una versión de entretenimiento educativo de Adobe Photoshop para niños y una buena introducción de neófitos a Internet. Considera que Paint Studio encarna los planes altamente ambiciosos de Nintendo para 64DD, y por lo tanto sufre mucho debido a la cancelación de la mayoría de los juegos de discos integrados en Paint Studio y la incompatibilidad de la aplicación con los juegos basados en cartuchos.

### Legado
Polygon Studio contiene algunos minijuegos, que aparecen en los juegos de WarioWare de las futuras generaciones de consolas.
Talent Studio dio origen a un prototipo inédito de GameCube llamado Stage Debut, que a su vez produjo características de diseño de personajes que luego se reutilizaron en otros juegos como Wii Tennis.